# Mekaneck
Mekaneck è un personaggio immaginario creato nel 1981 da Mattel per  la linea di giocattoli dei Masters of the universe (accorciato spesso in M.O.T.U., in italiano "i dominatori dell'universo").

## Serie del 1983
Mekaneck viene introdotto nella linea di action figure dei Masters nel 1984, e compare soltanto in tre episodi della serie. Ha ricevuto il proprio collo meccanico estensibile da Man-At-Arms, dopo essere stato gravemente ferito durante una terribile tempesta. Non viene spiegato perché il suo nome fosse già Mekaneck prima dell'intervento. Durante la tempesta, perse le tracce del suo unico figlio, Philip. Dopo aver servito fedelmente Re Randor, scopre che suo figlio è tenuto in ostaggio dal malvagio conte Marzo, che vuole scambiare la salvezza del ragazzo con il trono di Eternia. In un'altra occasione è stato messo in coppia con Buzz-Off, per via della loro naturale attitudine allo spionaggio.

## Serie del 2002
Nella nuova serie del 2002, il personaggio di Mekaneck ha la nuova possibilità di piegare il collo, anche durante l'estensione, che apparentemente può essere infinita. Il nuovo Mekaneck è piuttosto insicuro e soffre di un profondo complesso di inferiorità nei confronti degli altri guerrieri, perché sente che il proprio potere è inutile. Come nella serie originale il suo personaggio è legato con quello del conte Marzo, che anche nella nuova serie approfitta di lui per arrivare al trono di Eternia. Non viene fatto però alcun riferimento ad un eventuale figlio di Mekaneck.